# DIXDC1
DIXDC1‏ (Dixin) هوَ بروتين يُشَفر بواسطة جين DIXDC1 في الإنسان.